# Menemerus lesnei
Menemerus lesnei là một loài nhện trong họ Salticidae.
Loài này thuộc chi Menemerus. Menemerus lesnei được Roger de Lessert miêu tả năm 1936.